# 鈴木久美子の超ラジ!
『Voice of A&G Digital 鈴木久美子の超ラジ!』（すずきくみこのちょうラジ）は、2007年3月15日から2008年4月3日まで超!A&G+で生放送されていたラジオ番組。パーソナリティは、鈴木久美子。

## 放送概要
パーソナリティ
- 鈴木久美子（スズクミ）

放送期間
- 2007年3月15日 - 2008年4月3日

放送時間
- 2007年3月15日 - 8月30日
- 木曜日 17:30 - 19:00（リピート放送：金曜日：10:30 - 12:00）

※放送当時はch9301（UNIQue! the Radio）に超!A&G+ゾーンの枠を設けて放送していた。
- 2007年9月6日 - 2008年4月3日
- 木曜日 17:30 - 19:00（リピート放送：木曜日：22:30 - 24:00、金曜日：7:30 - 9:00、12:30 - 14:00）

## コーナー
スズクミのアニメ検定への道
- 鈴木久美子がアニメ検定試験問題に挑戦するコーナー。このコーナーは『鈴木久美子の超ラジ!』終了後、同じ鈴木久美子がパーソナリティを担当している『超!A&G+ナビ』へコーナーを不定期で引き継がれている。

その他

## ゲスト
- #16（2007年6月28日） - 西口美希恵（ポニーキャニオン）
- #18（2007年7月12日） - 福圓美里、松崎亜希子
- #39（2007年12月6日） - angela
- #45（2008年1月17日） - 加賀美セイラ
- #46（2008年1月24日） - SHORT LEG SUMMER
- #47（2008年1月31日） - 清浦夏実
- #48（2008年2月7日） - 前田登（はりけ〜んず）
- #53（2008年3月13日） - 福圓美里、松崎亜希子
- #54（2008年3月20日） - 牧野由依
- #55（2008年3月27日） - 若井おさむ